# Chilubi
Chilubi – miasto w Prowincji Północnej w północnej Zambii.
W 2010 roku zamieszkiwane było przez 81 248 tys. mieszkańców.